# Rio Torto (Gouveia)
Rio Torto is een plaats (freguesia) in de Portugese gemeente Gouveia en telt 527 inwoners (2001).